# Карнитин-О-октаноилтрансфераза
Карнитин-О-октаноилтрансфераза, также карнитин-октаноилтрансфераза (англ. Carnitine O-octanoyltransferase, сокр. CROT) — митохондриальный фермент (КФ 2.3.1.137), из семейства ацилтрансфераз (класс трансферазы), который катализирует реакцию переноса ацильной группы (-COR), в частности октаноила, жирных кислот со средней длиной цепи (С6-С8) на молекулу субстрата — карнитин, по уравнению:
Октаноил-КоА + карнитин {\displaystyle \rightleftharpoons } октаноилкарнитин + КоА-SH.
Продуктами реакции являются октаноилкарнитин и кофермент А.
Эта реакция легко обратима с химической точки зрения и не требует затрат энергии, поскольку и ацил-КоА жирных кислот, и ацилкарнитины считаются химически "активированными" формами ацильных групп.
Ген, кодирующий у человека данный фермент CROT, локализован на 7-й хромосоме.

## Структура

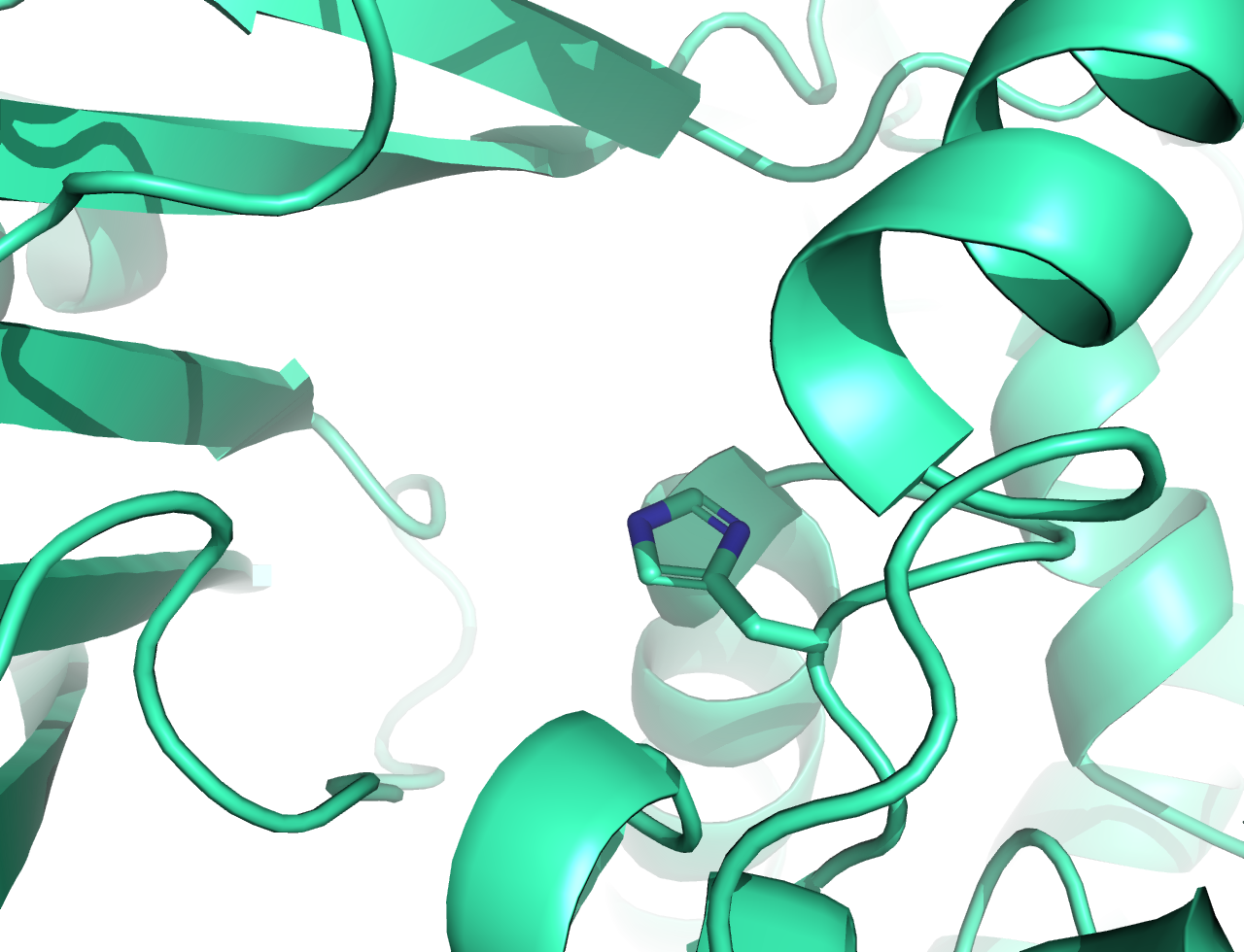
Активный участок фермента His-327.

Карнитин-О-октаноилтрансфераза имеет длину полипетидной цепи 612 аминокислот и молекулярную массу около 70 кДа. С точки зрения общих структурных особенностей, CROT имеет 20 α-спиралей и 16 β-цепей, и может быть разделена на два общих домена, названных N и C.
По состоянию на конец 2007 года для этого класса ферментов было раскрыто 4 структуры с кодами доступа в 1XL7, 1XL8, 1XMC, и 1XMD.

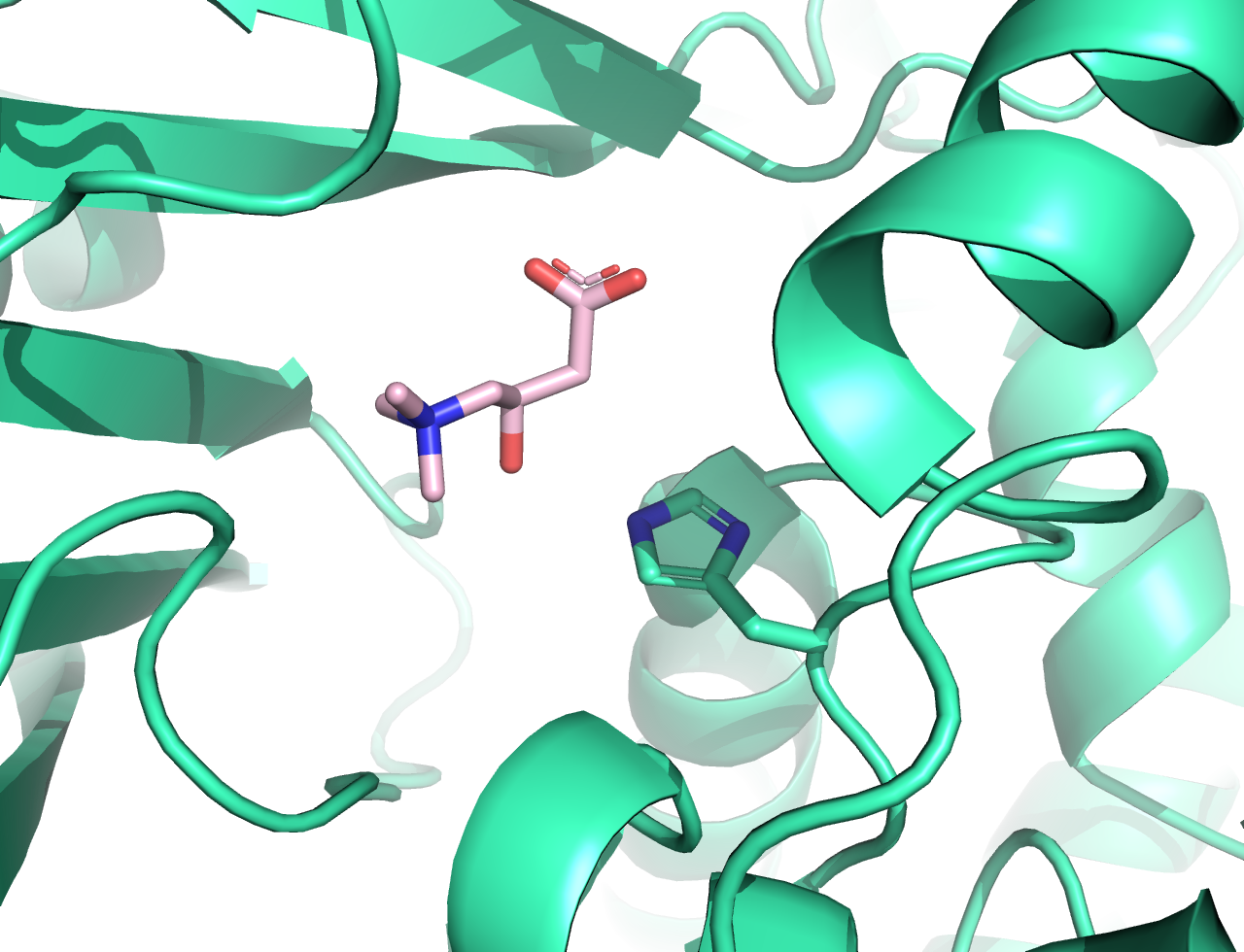
CROT в комплексе с карнитином
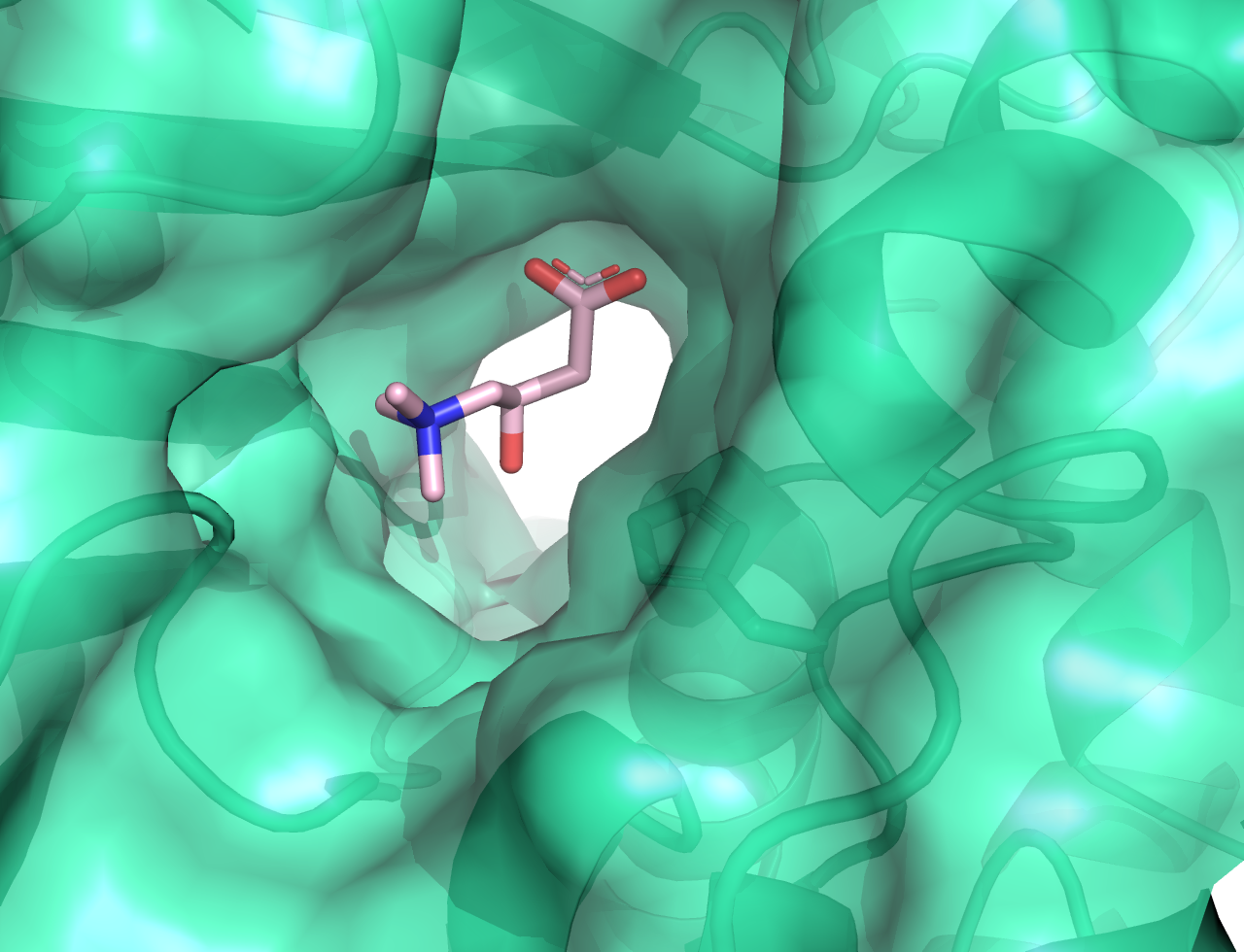
Другое изображение кармана активного центра CROT в комплексе с карнитином.

Было установлено, что важным каталитическим остатком во всех карнитин-ацилтрансферазах, включая CROT, является остаток гистидина, что было подтверждено исследованиями сайт-направленного мутагенеза. В CROT этот остаток находится в положении 327. Данный остаток аминокислоты, как и остальная часть активного сайта, находится на границе между N и C доменами. Активный сайт стабилизирует карнитин благодаря сложной сети водородных связей между остатками и ключевой молекулой воды. Более длинная ацильная цепь стабилизируется гидрофобными остатками, расположенными приблизительно цилиндрически.
Как и следовало ожидать от членов одного ферментативного семейства, существует сильное сходство между структурами карнитинацетилтрансферазы (CRAT) и CROT, поскольку эти ферменты имеют 36 % гомологии последовательности. Ключевое различие между этими ферментами, которое может объяснить их селективность между коротко- и среднецепочечными ацил-КоА, связано с остатком глицина, который присутствует в сайте связывания ацила в CROT, Gly-553. В CRAT, однако, остаток в той же позиции в сайте связывания ацила — это остаток метионина, Met-564 Было показано, что эти остатки служат "привратником" субстрата как в CRAT, так и в CROT. Было показано, что мутанты CRAT M564G воспринимают и катализируют более широкий спектр субстратов ацил-КоА. Аналогично, мутанты CROT G553M проявляют заметную неактивность в отношении октаноил-КоА, сохраняя активность в отношении короткоцепочечных ацил-КоА.

## Субстраты
Хотя каноническим субстратом CROT является октаноил-КоА, известно, что CROT также может катализировать деацилирование многочисленных ацил-КоА, таких как ацетил-КоА, пропионил-КоА, бутирил-КоА и гексаноил-КоА. CROT также может распознавать в качестве субстратов жирные ацил-КоА с разветвлённой цепью, такие как 4,8-диметилнонаноил-КоА, который образуется в результате метаболизма пристановой кислоты в пероксисоме.

## Выполняемые функции
Одна из функций CROT — снабжение ацетил-КоА клеток, испытывающих дефицит глюкозы. В отсутствие карнитинацетилтрансферазы (CRAT) ацилтрансферазы, такие как CROT, могут катализировать перенос ацетильной группы с ацетилкарнитина на коэнзим А. Эксперименты по спасению клеток с нокаутом гена CROT показали, что пероксисомальная CROT может опосредовать производство ацетил-КоА в условиях нехватки глюкозы. Затем пероксисома может экспортировать эти продукты в цитозоль.

## Локализация
Хотя CROT распределяется по обеим сторонам микросомальных везикул, было обнаружено, что основная часть активности CROT в мышиной печени находится в цитоплазме везикул и эндоплазматическом ретикулуме. CROT может играть роль в преобразовании пероксисомальных производных среднецепочечных ацилкарнитинов в производные среднецепочечных ацил-КоА. Затем они могут поступать в различные биосинтетические пути для удлинения и других модификаций.
Кроме того, CROT ингибируется трипсином дозозависимым образом. Максимальное ингибирование очищенного CROT составило 60 %, что аналогично тому, что наблюдалось в отношении карнитин-пальмитоилтрансферазы (CPT). Активность CROT также ингибируется в одинаковой степени как в проницаемых, так и в герметичных микросомальных мембранах.
Считается, что CROT локализуется в пероксисомах. Было обнаружено, что введение ди(2-этилгексил)фталата (DEHP), пероксисомного пролифератора, крысам Wistar (лабораторные крысы)  привело к увеличению экспрессии CROT в 14,1 раза. Это произошло в результате увеличения трансляции мРНК CROT, а также снижения ее деградации в 1,5 раза.
Активность CROT также была зарегистрирована в тканях печени, почек, адипоцитов, молочной железы, скелетных мышц и сердца мыши. Было обнаружено, что активность CROT в почке была в основном открытой, а в печени и сердце — латентной. Интересно, что для родственного фермента, карнитин-пальмитоилтрансферазы (CPT), была обнаружена противоположная тенденция.

## Регуляция
Поскольку активность CROT играет роль в бета-окислении жирных кислот и синтезе кетоновых тел, она является важной точкой регуляции. Одним из известных ингибиторов CROT является малонил-КоА, который ингибирует CROT нелинейно. При инкубации малонил-КоА с очищенным CROT наблюдается сложное кинетическое поведение.
Снижение pH также может усилить ингибирование CROT молекулами малонил-КоА. Некоторые исследования показали, что при снижении рН условий анализа с 7,4 до 6,8 ингибирование может увеличиться на 20-30 %. Кроме того, при таком снижении Ki (константа ингибирования) для малонил-КоА в CROT уменьшается со 106 мкМ до 35 мкМ. Это изменение не наблюдается для пальмитоил-КоА и деканоил-КоА. Однако степень ингибирования малонил-КоА аналогична той, которая наблюдается при использовании других короткоцепочечных эфиров ацил-КоА, таких как глутарил-КоА, гидроксиметилглутарил-КоА и метилмалонил-КоА.
Состояние ионизации малонил-КоА существенно не изменяется в диапазоне рН 7,4-6,8. Изменение чувствительности к ингибиторам может быть связано с остатком His-327 активного сайта CROT. Малонил-КоА также обнаруживается в клетке в более низкой концентрации (1-6 мкМ), чем его Ki. Таким образом, его ингибирование CROT может не быть физиологически значимым в гомеостатических условиях.